# 나가라역
나가라역(일본어: 長柄駅, ながらえき)은 일본 나라현 덴리시에 있는 서일본 여객철도의 철도역이다.

## 역 구조
단식 승강장 1면 1선 형태의 지상역으로, 사쿠라이 방면 열차와 나라 방면 열차가 같은 승강장에 선다. 오지 철도부 관할권에 있는 무인역이다.
이코카 및 제휴 교통카드의 사용이 가능하다.

## 역세권 정보
- 오오야마도 신사(일본어판)

## 역사
- 1914년 8월 20일 - 개업.
- 1987년 4월 1일 - 민영화에 따라 서일본 여객철도의 소속이 되었다.
- 2005년 3월 1일 - 이코카의 사용이 개시되었다.

## 인접역
| 서일본 여객철도 사쿠라이 선 | 서일본 여객철도 사쿠라이 선          | 서일본 여객철도 사쿠라이 선 |
| --------------------------- | ------------------------------------ | --------------------------- |
| 덴리 나라 방면              | ■ 사쿠라이 선 (만요마호로바 선) 보통 | 야나기모토 다카다 방면      |